# Sultanpur Lodhi
Sultanpur Lodhi is een nagar panchayat (plaats) in het district Kapurthala van de Indiase staat Punjab. 

## Demografie
Volgens de Indiase volkstelling van 2001 wonen er 15.653 mensen in Sultanpur Lodhi, waarvan 54% mannelijk en 46% vrouwelijk is. De plaats heeft een alfabetiseringsgraad van 71%. 